# 小寺武久
小寺 武久（こてら たけひさ、1933年2月22日 - 2006年2月19日）は、日本建築史学者。工学博士（1978年）。名古屋大学名誉教授。

## 略歴
中国・大連市生まれ。1956年東京大学工学部鉱山学科卒、1960年同建築学科卒、1965年同大学院工学研究科建築学博士課程満期退学。1978年「都市の空間形態に関する史的研究」で工学博士の学位を取得。
1965年名古屋大学工学部助手となり、同年講師、1969年助教授、1985年教授、1996年定年退官となり、名誉教授、中部大学教授を務めた。

## 著書
- 『名宝日本の美術 第32巻 民家と町並』小学館　1992, ISBN 4-09-375132-3.
- 『名宝日本の美術 第25巻 民家と町並』小学館　1983
- 『尾張藩江戸下屋敷の謎 虚構の町をもつ大名庭園』中公新書 1989
- 『妻籠宿』中央公論美術出版 1989
- 『古代インド建築史紀行 神と民の織りなす世界』彰国社 1997
- 『中世インド建築史紀行 聖と俗の共生する世界』彰国社 2001
- 『都市・建築空間の史的研究』西澤泰彦・片木篤・溝口正人・野々垣篤・堀田典裕編 中央公論美術出版 2017

### 共著
- 『妻籠宿 その保存と再生』太田博太郎共著 彰国社 1984

### 翻訳
- ジョン・モスグローヴ編『フレッチャー世界建築の歴史 建築・美術・デザインの変遷』飯田喜四郎共監訳. 西村書店 1996

## 論文
- <小寺武久